# Catharanthus roseus
Catharanthus roseus är en oleanderväxtart som först beskrevs av Carl von Linné, och fick sitt nu gällande namn av George Don jr. Catharanthus roseus ingår i släktet Catharanthus och familjen oleanderväxter. Utöver nominatformen finns också underarten C. r. angustus.